# Asda
Asda Stores Ltd. (fork. for Asquith Dairies) er en britisk supermarkedskoncern, der udover dagligvarer er aktiv indenfor bl.a. tøj, legetøj og finansielle services. Efter Tesco er Asda med en markedsandel på 16,5 procent  den andenstørste aktør på det britiske dagligvaremarked. Siden 1999 har koncernen været ejet af en af verdens største dagligvarekoncerner, amerikanske Walmart. ASDA havde en EBITA i 2009 på 638 millioner pund.
Asda blev grundlagt som Associated Dairies & Farm Stores Limited i 1949 af en gruppe landmænd i Yorkshire. I 1965 blev kæden lagt sammen med Asquith Dairies og fik derefter sit nuværende navn, der refererer til grundlæggerne Fred og Peter Asquith. Kædens hovedkvarter er stadig beliggende i området – nemlig i Leeds, West Yorkshire. Kæden omfatter pr. 2011 523 butikker, der samlet beskæftiger 143.126 ansatte.
Asdas markedsføring er som regel baseret udelukkende på pris – under sloganet Britain's Lowest Priced Supermarket (Storbritanniens billigste supermarked). Siden 1998 har kæden drevet en internetbutik, siden 2008 under navnet Asda Direct, hvor man konkurrerer direkte med Tesco Direct.
I maj 2010 købte Asda 193 britiske Netto-butikker af Dansk Supermarked for 778 millioner pund. Asda fortsatte i første omgang butikkerne under Netto-navnet, men har senere omdøbt dem til Asda.